# Vela nos Jogos Olímpicos de Verão de 1988 - Tornado
As provas da classe Tornado da vela nos Jogos Olímpicos de Verão de 1988 ocorreram entre 20 e 27 de setembro daquele ano em Busan, na Coreia do Sul. O programa compunha sete regatas. Para esta classe, houve 47 velejadores de 23 nações inscritas.

## Medalhistas
A dupla francesa Jean-Yves Le Déroff e Nicolas Hénard finalizou a competição em primeiro lugar, conquistando a medalha de ouro. A prata firmou-se com os neozelandeses Chris Timms e Rex Sellers. Por fim, a medalha de bronze ficou com Lars Grael e Clinio Freitas, do Brasil.
|  | FRA França                         |  | NZL Nova Zelândia       |  | BRA Brasil                |
|  | Jean-Yves Le Déroff Nicolas Hénard |  | Chris Timms Rex Sellers |  | Lars Grael Clinio Freitas |

## Resultados
Estes foram os resultados da competição:
| Pos.              | Tripulação                                     | Regata I | Regata I | Regata II | Regata II | Regata III | Regata III | Regata IV | Regata IV | Regata V | Regata V | Regata VI | Regata VI | Regata VII | Regata VII | Total de pontos | Total -1 |
| Pos.              | Tripulação                                     | Pos.     | Pts.     | Pos.      | Pts.      | Pos.       | Pts.       | Pos.      | Pts.      | Pos.     | Pts.     | Pos.      | Pts.      | Pos.       | Pts.       | Total de pontos | Total -1 |
| ----------------- | ---------------------------------------------- | -------- | -------- | --------- | --------- | ---------- | ---------- | --------- | --------- | -------- | -------- | --------- | --------- | ---------- | ---------- | --------------- | -------- |
| Medalha de ouro   | FRA Jean-Yves Le Déroff e Nicolas Hénard       | 1        | 0.0      | 2         | 3.0       | 2          | 3.0        | 1         | 0.0       | 1        | 0.0      | 5         | 10.0      | DNC        | 30.0       | 46.0            | 16.0     |
| Medalha de prata  | NZL Chris Timms e Rex Sellers                  | 10       | 16.0     | 3         | 5.7       | 1          | 0.0        | 4         | 8.0       | 6        | 11.7     | 1         | 0.0       | 5          | 10.0       | 51.4            | 35.4     |
| Medalha de bronze | BRA Lars Grael e Clinio Freitas                | 8        | 14.0     | 1         | 0.0       | 6          | 11.7       | 3         | 5.7       | 3        | 5.7      | 8         | 14.0      | 2          | 3.0        | 54.1            | 40.1     |
| 4                 | AUT Norbert Petschel e Christian Claus         | 2        | 3.0      | 11        | 17.0      | 8          | 14.0       | 5         | 10.0      | 4        | 8.0      | 2         | 3.0       | 4          | 8.0        | 63.0            | 46.0     |
| 5                 | ITA Giorgio Zuccoli e Luca Santella            | 9        | 15.0     | 6         | 11.7      | 3          | 5.7        | 7         | 13.0      | 2        | 3.0      | 15        | 21.0      | 6          | 11.7       | 81.1            | 60.1     |
| 6                 | NOR Per Arne Nilsen e Carl E. Johannessen      | 3        | 5.7      | 5         | 10.0      | 10         | 16.0       | 12        | 18.0      | DNC      | 30.0     | 12        | 18.0      | 1          | 0.0        | 97.7            | 67.7     |
| 7                 | URS Yury Konovalov e Sergey Kravtsov           | 13       | 19.0     | 4         | 8.0       | 4          | 8.0        | 2         | 3.0       | RET      | 30.0     | 7         | 13.0      | 13         | 19.0       | 100.0           | 70.0     |
| 8                 | GBR Robert White e Jeremy Newman               | 12       | 18.0     | 7         | 13.0      | 5          | 10.0       | 6         | 11.7      | RET      | 30.0     | 6         | 11.7      | 3          | 5.7        | 100.1           | 70.1     |
| 9                 | NED Willy van Bladel e Cees van Bladel         | 4        | 8.0      | 16        | 22.0      | 13         | 19.0       | 9         | 15.0      | 7        | 13.0     | 3         | 5.7       | RET        | 30.0       | 112.7           | 82.7     |
| 10                | CAN David Sweeney e Kevin Smith                | 11       | 17.0     | 9         | 15.0      | YMP        | 16.0       | 8         | 14.0      | 9        | 15.0     | 4         | 8.0       | 9          | 15.0       | 100.0           | 83.0     |
| 11                | AUS Bradley Schafferius e Roger Colman         | 7        | 13.0     | 13        | 19.0      | 7          | 13.0       | 10        | 16.0      | 13       | 19.0     | 11        | 17.0      | RET        | 30.0       | 127.0           | 97.0     |
| 12                | SWE Göran Marström e Karl Strandman            | 5        | 10.0     | 17        | 23.0      | 9          | 15.0       | 11        | 17.0      | 11       | 17.0     | 10        | 16.0      | RET        | 30.0       | 128.0           | 98.0     |
| 13                | PUR Enrique Figueroa e Oscar Mercado           | 14       | 20.0     | 12        | 18.0      | 12         | 18.0       | 13        | 19.0      | 10       | 16.0     | 13        | 19.0      | 8          | 14.0       | 124.0           | 104.0    |
| 14                | USA Pete Melvin e Patrick Muglia               | 6        | 11.7     | 10        | 16.0      | RET        | 30.0       | 14        | 20.0      | DSQ      | 30.0     | 9         | 15.0      | 12         | 18.0       | 140.7           | 110.7    |
| 15                | DEN Paul Elvstrøm e Inge Trine Elvstrøm-Myralf | 16       | 22.0     | 14        | 20.0      | RET        | 30.0       | 16        | 22.0      | 5        | 10.0     | 19        | 25.0      | 7          | 13.0       | 142.0           | 112.0    |
| 16                | KOR Park Byung-ki e Shim Kyu-hae               | RET      | 30.0     | 18        | 24.0      | 14         | 20.0       | 17        | 23.0      | 8        | 14.0     | 14        | 20.0      | 11         | 17.0       | 148.0           | 118.0    |
| 17                | SUI Raymond Cattin e Edgar Röthlisberger       | 18       | 24.0     | 19        | 25.0      | 15         | 21.0       | 15        | 21.0      | RET      | 30.0     | 16        | 22.0      | 10         | 16.0       | 159.0           | 129.0    |
| 18                | BER Glenn Astwood e Eddie Bardgett             | 17       | 23.0     | 15        | 21.0      | 18         | 24.0       | 20        | 26.0      | 12       | 18.0     | 17        | 23.0      | RET        | 30.0       | 165.0           | 135.0    |
| 19                | FRG Roland Gäbler e Hans-Jürgen Pfohe          | 15       | 21.0     | 8         | 14.0      | 11         | 17.0       | RET       | 30.0      | DNC      | 30.0     | DNC       | 30.0      | DNC        | 30.0       | 172.0           | 142.0    |
| 20                | ESP Francisco García e Luis López              | 19       | 25.0     | 20        | 26.0      | 19         | 25.0       | 18        | 24.0      | RET      | 30.0     | 18        | 24.0      | RET        | 30.0       | 184.0           | 154.0    |
| 21                | JPN Naoyuki Ogawa e Takashi Tamura             | 20       | 26.0     | 22        | 28.0      | 17         | 23.0       | 19        | 25.0      | RET      | 30.0     | 20        | 26.0      | DNF        | 30.0       | 188.0           | 158.0    |
| 22                | ISV Jean Braure e Hans Reiter                  | 21       | 27.0     | 23        | 29.0      | 20         | 26.0       | 21        | 27.0      | DNS      | 30.0     | 21        | 27.0      | RET        | 30.0       | 196.0           | 166.0    |
| 23                | ARG Fernando García e Diego Minguens           | RET      | 30.0     | 21        | 27.0      | 16         | 22.0       | RET       | 30.0      | DNC      | 30.0     | DNC       | 30.0      | DNC        | 30.0       | 199.0           | 169.0    |

### Classificação diária

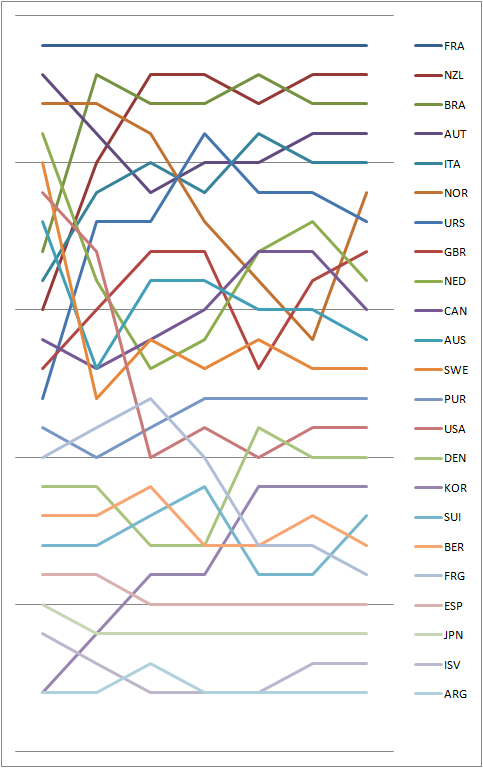
Gráfico mostrando a classificação diária na classe.